# Paris im 20. Jahrhundert
Paris im 20. Jahrhundert ist ein Roman von Jules Verne, der 1863 geschrieben, aber erst 1994, also 131 Jahre später unter dem französischen Titel Paris au XXe siècle bei Hachette in Paris veröffentlicht wurde. Der Roman, oft als Vernes „verlorenes“ Werk bezeichnet, spielt im August 1960 und zeichnet ein trostloses, dystopisches Bild der Zukunft. Vernes Verleger Pierre-Jules Hetzel vermutete, der Pessimismus des Romans würde Vernes Karriere zerstören, und schlug vor, mit der Veröffentlichung 20 Jahre zu warten. Hetzel hielt das Buch allerdings auch für stilistisch misslungen. „Dies ist ein Groschenroman, um vieles schlechter als Ihr Buch ‚Fünf Wochen im Ballon‘. Eine Publikation wäre verheerend für Ihren Ruf als Schriftsteller“, schrieb Hetzel seinerzeit an Verne.

## Handlung
Die Erzählung handelt von einem jungen Mann, Michel, der in einer Welt aus gläsernen Wolkenkratzern, Hochgeschwindigkeitszügen, gasbetriebenen Automobilen und einem weltweiten Kommunikationsnetz lebt. Im Gegensatz zum Siegeszug von Naturwissenschaft und Technik werden Literatur, Musik und Bildende Kunst allerdings verachtet. Michel, Träger eines Preises für lateinische Literatur, wird in dieser Welt nicht glücklich und nimmt ein tragisches Ende.

## Manuskriptgeschichte
Das Manuskript wurde 1989 von Piero Gondolo della Riva in einem Safe Michel Vernes, des Sohnes Jules Vernes’, gefunden.
Der Schlüssel des Safes war verloren gegangen und man glaubte den Safe leer.
Die französische Ausgabe (1994 bei Hachette) ist mit Illustrationen von François Schuiten versehen.

## Besonderheiten
Wie oft bei Verne, wartet der Roman mit vielen zielsicheren Vorhersagen die Zukunft betreffend auf. Neben den schon in der Handlungsbeschreibung erwähnten Prognosen für technische und gesellschaftliche Entwicklungen, werden außerdem Taschenrechner, Aufzüge die auch als Speiseaufzüge existieren, sich automatisch öffnende Türen, das Modebewusstsein („Mondeux“), der Welthandel und das Fax vorhergesagt. Bis jetzt nicht üblich, im Roman aber auch vorhanden sind die Luftdruckenergie als Hauptenergiequelle  und Textilien aus Eisen.

## Ausgaben
- Paris au XXe siècle. Hachette/Le Cherche midi, Paris 1994, ISBN 2-01-235118-2.
- Paris au XXe siècle. Corps, Paris 1995, ISBN 2-84057-113-7.
- Paris im 20. Jahrhundert. Roman. Aus dem Französischen übersetzt von Elisabeth Edl. Zsolnay, Wien 1996, ISBN 3-552-04804-9.